# Aphodaulacus assyricus
Aphodaulacus assyricus är en skalbaggsart som beskrevs av Rudolph Petrovitz 1971. Aphodaulacus assyricus ingår i släktet Aphodaulacus och familjen Aphodiidae. Inga underarter finns listade i Catalogue of Life.